# Kristi förklarings katedral, Novozybkov
Kristi förklarings katedral (ryska: Спасо-Преображенский собор; translitteration: Spaso-Preobrazjensky sobor) (Собор Преображения Господня; Sobor Preobrazjenija Gospodnja) är en rysk gammal-ortodox katedral. Den är belägen vid Pervomajskajagatan 7 i Novozybkov i Brjansk oblast i västra Ryssland.
Katedralen är helgad åt Kristi förklaring.

## Historia
Transfigurationskatedralen byggdes mellan 1911 och 1914 av en köpman vid namn Kublitskij.

## Arkitektur

### Exteriör
Katedralen är byggd i rysk stil. Den är gjord av stockar som är skickligt hopfogade utan synliga mellanrum. Väggarna är gjorda av askträ och i källaren av tegel.
Katedralen ser ut som en typisk träkyrka från Brjansk oblast under 1900-talet. Den påminner också om de åttakantiga religiösa byggnaderna där under 1600- och 1700-talet.
Ovanför den västra ingången finns en bild av Kristus pantokrator, som är gjord av olja och är från början av 1900-talet.
Klocktornet har tre våningar.

### Interiör/inventarier
I samband med 1000-årsjubileet av kristnandet av Ryssland genomfördes flera förbättringar inne i katedralen:
Ikonostasen förgylldes, målningar tillkom på väggarna, taket täcktes med galvaniserat järn, de tio kupolerna och dess kors blev förgyllda och två nya altare byggdes. Även centralvärme installerades.
- En fyrkantig matsal, som gränsar till katedralens klocktorn.
- Ikoner från 1700- och 1800-talet har bevarats på väggarna. Dessa ikoner är gjorda enligt de gammaltroende ortodoxas ikonografi.
- Två sidokapell.
- Femsidigt altare
- Femradig ikonostas som är ihopfällbar[2]

## Övrigt
Katedralens dag är den 19 augusti.
År 2000 begravdes ärkebiskopen Kalinin Afanasij Spiridonovitj i denna katedral.
På den södra sidan av kateralen finns ett litet kapell som är gjord av tegel. Den är uppförd runt slutet på 1800- och början av 1900-talet, även den i rysk stil.
Vid kapellets västra lunett finns en bild av Kristus pantokrator. Den är gjord under början av 1900-talet.

## Bilder

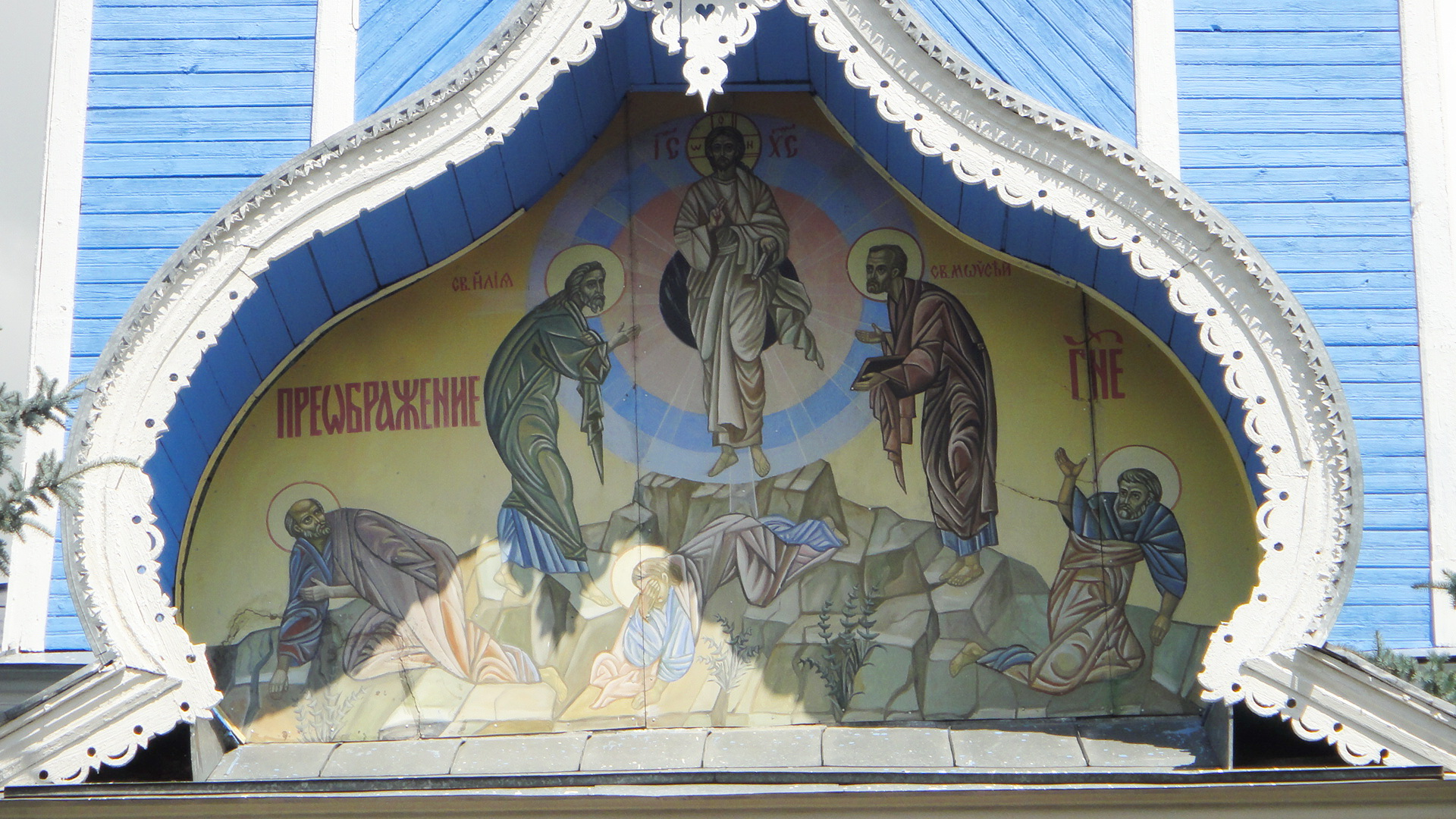
Målning.
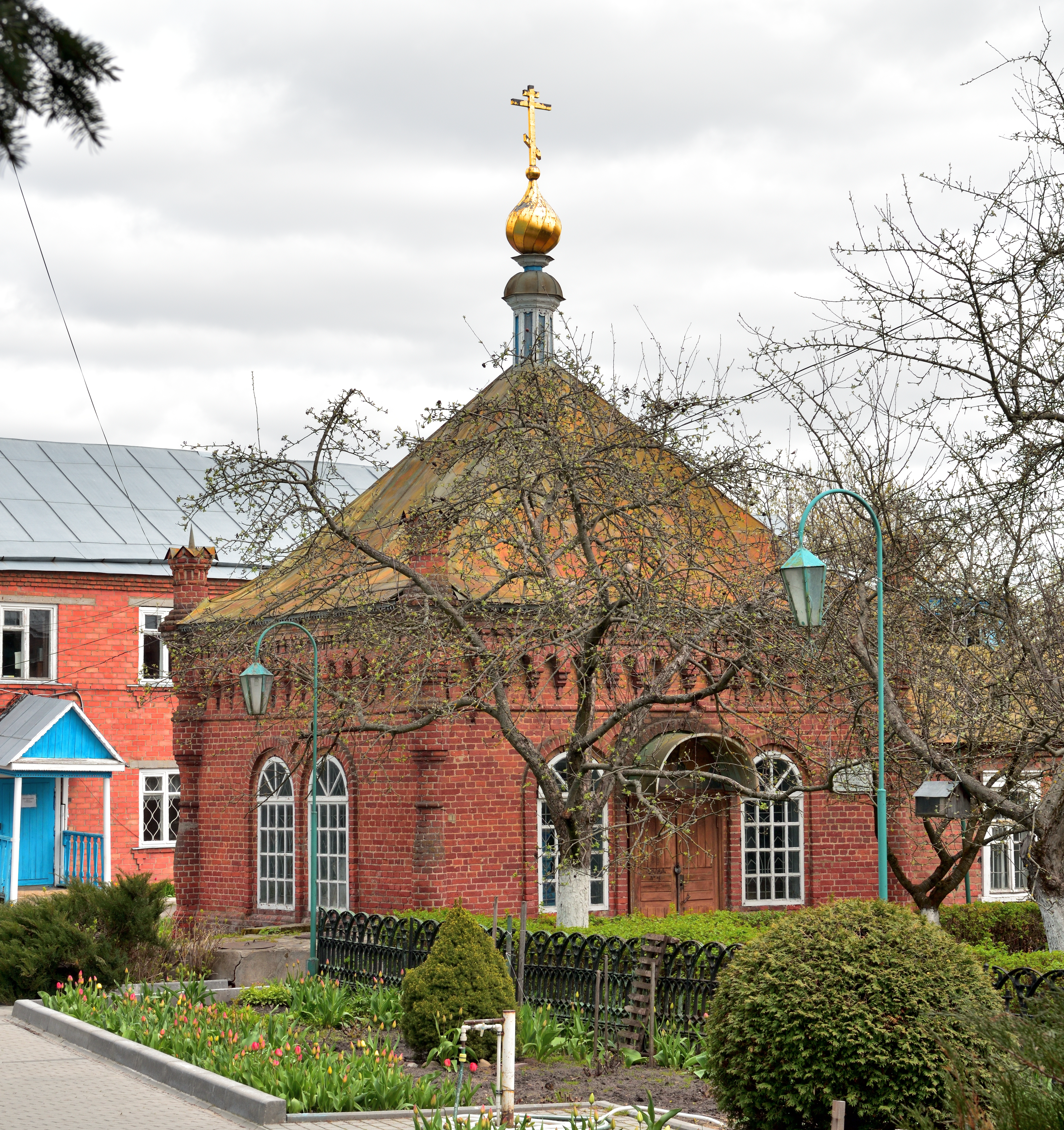
Kapellet.